# Amèrica Cardunets i Tallada

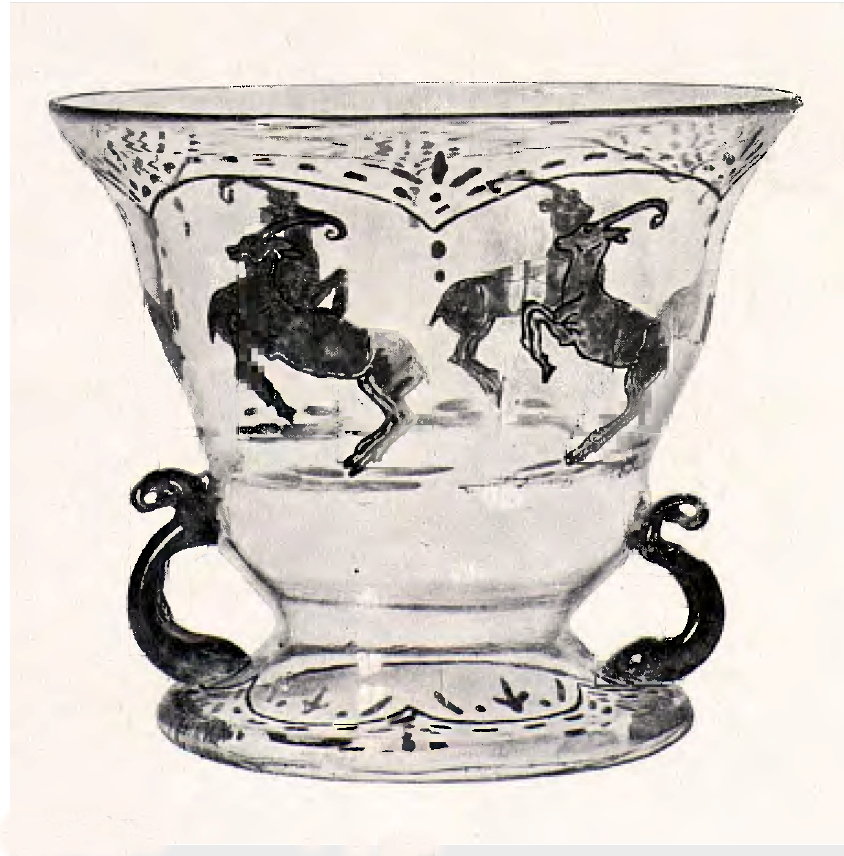
Gerra de vidre esmaltat, 1921

Amèrica Cardunets i Tallada (Barcelona, 2 de maig de 1900 - 9 de gener de 1991) va ser una ceramista i esmaltadora de vidre catalana.
Es va iniciar en el dibuix i la pintura de la mà del seu pare, el dibuixant Alexandre Cardunets, la seva mare era Caritat Tallada i Comella (+1944). Cap el 1919 va estudiar dibuix a l'Acadèmia Baixas del carrer del Pi de Barcelona, junt amb les germanes Núria i Euda Solé i Ventura, amb qui formaria una gran amistat. Les tres van ampliar estudis a l'Escola Superior dels Bells Oficis de Barcelona cap al 1920, matriculant-se en l'assignatura d'arts de la terra i esmalt sobre vidre que impartia el ceramista Francesc Quer i amb Josep Aragay en les classes de tècnica.
També va assistir a l'Institut Català de les Arts del Llibre, on va estudiar enquadernació amb el professor S. Ventura, i va completar els seus estudis viatjant per Espanya, França, Bèlgica i Suïssa.
L'any 1917 es va donar a conèixer exposant a les Galeries Laietanes junt amb el seu professor Francesc Quer i el 1921 hi va exposar vidres esmaltats i ceràmica conjuntament amb les germanes Solé, també com a alumnes del mestre. Aquell mateix any figurava entre els donants del museu del Foment de les Arts Decoratives, de la qual el seu pare era soci protector, tal com consta a la memòria de l'entitat d'aquell any.
Aquesta exposició conjunta de les tres dones a les Galeries Laietanes, amb el seu mestre, es va anar repetint cada dos anys com a mínim fins al 1929. El 1925 les tres van participar en l'Exposició Internacional d'Arts Decoratives de París, on Amèrica va presentar una col·lecció de vidre esmaltat al foc que la crítica va elogiar i que li va permetre obtenir la medalla d'or. El mateix any exposaven a l'Ateneu Gironí junt amb Alexandre Cardunets. De nou consten exposant les tres en l'Exposició Internacional de Barcelona del 1929.
En casar-se amb Ricardo Novarese, va abandonar la seva carrera artística per fer-se càrrec de la seva família.
L'any 1968 va donar al Museu Nacional d'Art de Catalunya un cartell d'una exposició de dibuixos de Francesc Xavier Gosé de l'any 1899.
La Biblioteca Nacional de España conserva un fotogravat amb el seu ex-libris.